# César Paredes Canto
Pour les articles homonymes, voir Paredes et Canto.
Paredes  Canto est un nom espagnol. Le premier nom de famille, en général paternel, est Paredes ; le second, en général maternel, souvent omis, est Canto.
César Alipio Paredes Canto, né le 22 novembre 1941 à Cajamarca, dans le département du même nom, et mort le 7 mai 2018 dans la même ville, est un professeur d'université péruvien, second vice-président du Pérou (es) de 1995 à 2000, sous Alberto Fujimori.

## Biographie
Au moment de son élection, César Paredes Canto est professeur et recteur de l'université nationale de Cajamarca (en), en plus d'être président de l'Assemblée nationale des recteurs d'université,. Il intègre la liste électorale d'Alberto Fujimori avec Cambio 90 (en)-Nouvelle Majorité (en) pour le poste de second vice-président et est élu avec succès aux élections de 1995 dans un second terme fujimoriste.
Paredes Canto commence son mandat abruptement, alors qu'il est accusé d'être lié à une affaire de trafic d'influence,. Durant son mandat, il est connu pour être un très bon orateur et polémiste, maîtrisant bien la langue.
Son livre Coplas de Cajamarca sort en 2013, et relate ses expériences dans la capitale péruvienne du carnaval. En 2015, sur décision du conseil universitaire, le Palais des congrès Ollanta de Cajamarca est renommé en Palais des congrès César Alipio Paredes Canto en son honneur. Le 7 mai 2018, César Paredes Canto meurt d'un infarctus du myocarde dans sa ville natale,.